# Urbanisticko-architektonický vývoj Chotěboře

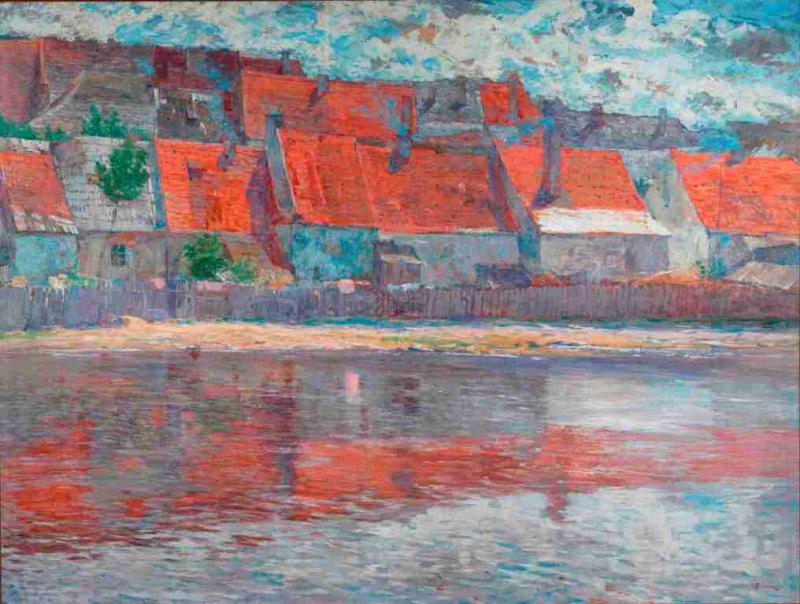
Antonín Slavíček – Červené střechy, Chotěboř, 1900 Pohled pravděpodobně od Obecního rybníka směrem k Chotěbořskému náměstí

Chotěboř vznikla jako křižovatka cest a ze své výhodné polohy těžila především od 13. do 18. století, v 19. století byla správním střediskem a okresní soud zde sídlil až do roku 1960, kdy byl chotěbořský okres zrušen. V té době již Chotěboř byla významným průmyslovým městem regionu. V posledních letech v Chotěboři dominuje výstavba rodinných domů v přilehlých lokalitách, buduje se občanská vybavenost, v roce 2021 zahájil činnost Domov pro seniory a domov se zvláštním režimem, byly zpracovány studie na úpravu několika veřejných prostranství a v červnu 2019 nastoupil do úřadu první městský architekt.

## Geografické údaje
Název města Chotěboř pochází z osobního jména Chotěbor či Chotibor, datace vzniku obce je tak nejasná, v kontextu okolního osídlení bychom očekávali název Chotěborov či Chotětín. Město v písemných pramenech uváděno též jako Kotieborz, Kottibors, Kotiwors, Kothebor, Kotbors, Chotieborz, Chotborz a mělo být dle lidové tradice pojmenováno po Chotěborově dvorci.    

### Zeměpisná poloha
Chotěbořská pahorkatina spolu s Chotěboří v nadmořské výšce 515 m n. m. zaujímá severní cíp Hornosázavské pahorkatiny a ze severní strany ohraničuje údolí řeky Doubravy, z kterého se na opačné straně zvedá Železnohorský hřbet. Řeku Doubravu sledovala od starověku Libická stezka (Via Lubetina), která spolu se stezkou Haberskou poblíž řeky Sázavy propojovala napříč pomezním hvozdem Čechy s Moravou. Chotěboř tak jako rozvodí Doubravy, kam stéká Kamenný a Červený potok a Sázavy, do které stéká Břevnický potok, těžila z výhodné polohy a plnila funkci spojnice mezi oběma stezkami i stezky z Pasovska přes Jižní Čechy, Havlíčkův Brod, Chotěboř až do Slezska.

### Umístění v krajině

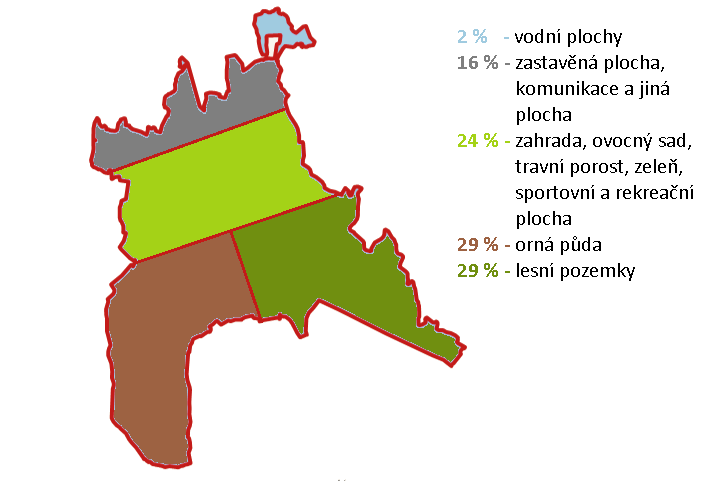
Katastrální území Chotěboře (17,4 km² bez místních částí) členěné dle druhu pozemku

Katastrální území Chotěboře činí 17,4 km² (spolu s místními částmi 54,1 km²).
| Druh pozemku                                                            | Vyměra (km²) | Výměra (%) |
| orná půda                                                               | 5,1          | 29%        |
| zahrada, ovocný sad, travní porost, zeleň, sportovní a rekreační plochy | 3,9          | 24%        |
| lesní pozemky                                                           | 5,1          | 29%        |
| vodní plochy                                                            | 0,4          | 2%         |
| zastavěná plocha, komunikace a jiná plocha                              | 2,9          | 16%        |

## Historické údaje a urbanisticko-architektonická skladba sídla

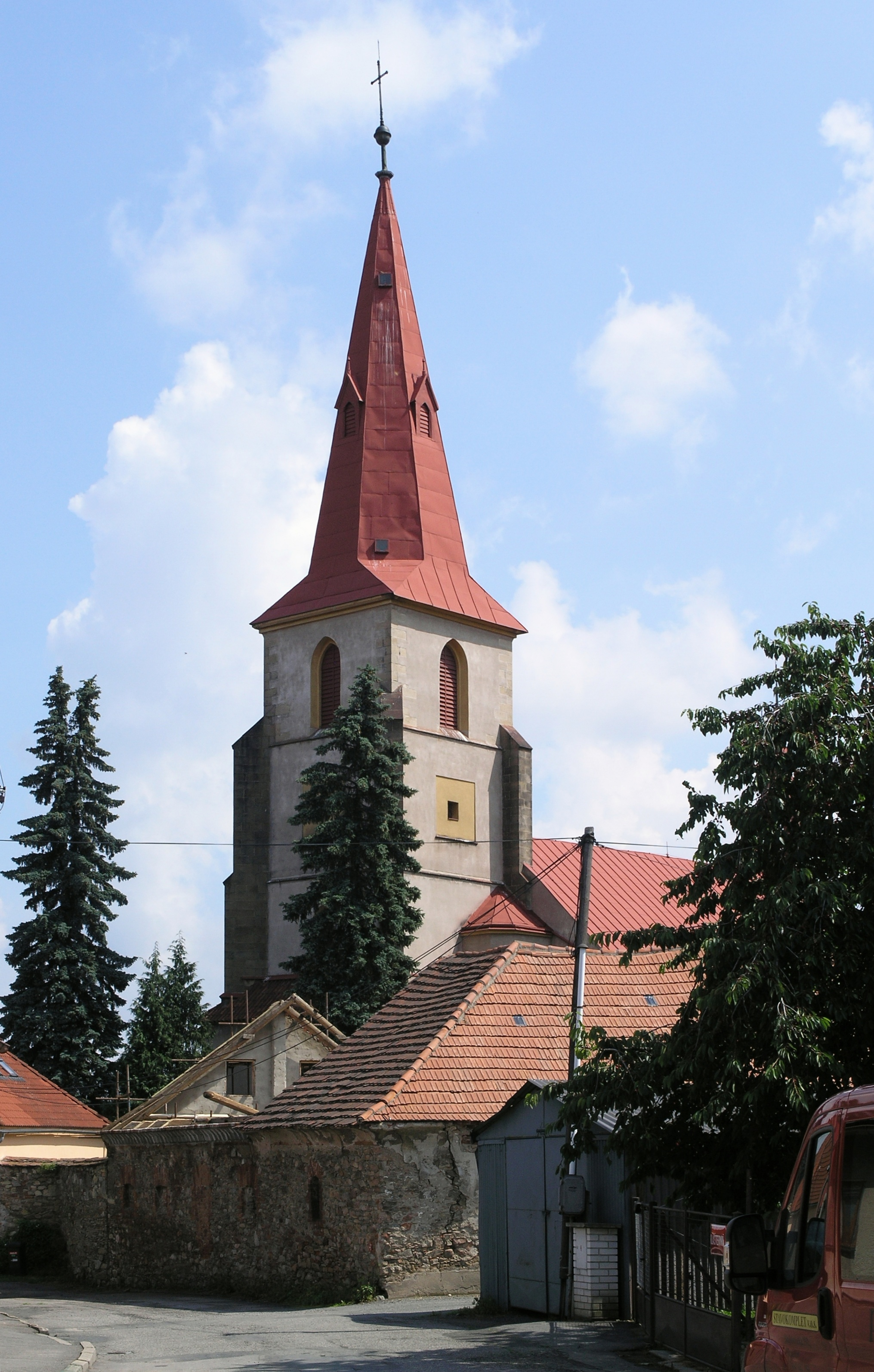
Chotěbořský kostel Sv. Jakuba Většího pohledem od Klášterní ulice

### Poloha v blízkosti obchodní cesty
Archeologické vykopávky podél řeky Doubravy dosvědčují cestovní ruch oblastí již v době od 2. století před naším letopočtem, nejstarší osídlení je doloženo v 5. a 6. století na vrchu Hradiště (pravděpodobně Zličané) jižně od přibližně v 10. století založené osady Hranice a severozápadně od Libice nad Doubravou, dle které byla stezka pojmenována.            
Vzhledem k pomeznímu hvozdu chráněného až do 13. století před kácením je nepravděpodobný vznik Chotěboře dříve než v 12. století, kdy tzv. Libický újezd kolonizovaly církevní řády a pozemková šlechta, v oblasti Českomoravské vysočiny nejvýznamněji Lichtenburkové. Nejprve vznikla odbočka z Libické stezky přes brod u samoty Rochňovce (nálezy římských starožitností dokládají tábor již v předhistorické době) směrem k Bezlejovu, Chotěboři a dále pravděpodobně k hradu Ronovec. Později byla Libice nad Doubravou obcházena úplně a Libická stezka zamířila k Chotěboři od brodu pod hradem Sokolovem a později již v místě zvaném Přechod, nedaleko mladší obce Bílek. Spolu s nahrazením Libice jako spojnice Žďáru nad Sázavou s Čáslaví rostl i význam samotné Chotěboře, první písemná zmínka o městu v listině Smila z Lichtenburka z roku 1265 přiznávala desátého dílu z výnosu zdejší celní stanice cisterciáckému klášteru ve Žďáru nad Sázavou.

### Hornické centrum
Intenzivní prospektorskou činnost v okolí Chotěboře dovozujeme z privilegia města Brodu z roku 1278, kde je Chotěboř zmíněna jako jeden ze čtyř administrativních celků, nazvaných civitas nostris, s vlastní samosprávou. O samotné těžbě stříbra chybí písemné zmínky, dokládáme ji nepřímo terénními stopami a názvem polní trati Stříbrný dolec na severozápad od dnešního náměstí. S největší pravděpodobností však výnosnost lokality nedostála očekávání a význam města se dále odvíjel od výhodné komunikační polohy a zásobování výnosnějších Brodských, Šlapanovských a Bělských oblastí.    

### Předlokační osada

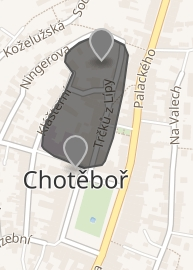
Předpokládaný půdorys města Chotěboř do 15. století.

Převažující traťový tvar plužin v kombinaci s plužinami úsekovými napovídají živelnému vzniku Chotěboře. Stavební vývoj Chotěboře od přelomu 12. a 13. století lze dokumentovat na farním kostele sv. Jakuba Většího s románskými fragmenty zdiva, přestavěném v 14. století v gotickém stylu. Smil z Lichtenburka zřídil v druhé polovině 13. století při tehdejší kapli proboštství pro tři cisterciácké kněze kláštera Žďárského, tento klášteřík byl zničen spolu s kostnicí během husitských válek. Kostel orientovaný západovýchodním směrem je situován na severní straně poměrně plochého návrší nad hranou svahu sklánějícího se k severovýchodu. Vstup dává tušit umístění předlokační osady jižním směrem od kostela a typologie urbanistických struktur románské vesnice nevylučuje ani rozptýlenou formaci usedlostí při březích potoka Červeného a Kamenného na severní straně od kostela.  

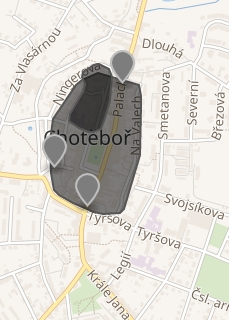
Průběh opevnění v druhé polovině 15. století a vztah k předlokační osadě.

Chotěboř prošla minimálně dvěma stavebními fázemi. Z archeologického průzkumu v domě č.p. 194 na náměstí T. G. Masaryka vyplývá, že ještě v 15. století bylo město situováno blíže ke kostelu a ohraničeno z jihu právě v linii domu č.p. 194. Předpokládaný půdorys města do 15. století ilustruje mapa vpravo, severní značka zde vyznačuje kostel a jižní místo archeologického průzkumu. Sledování příkopu objeveného pod č.p. 194 dále do současného náměstí T. G. Masaryka by odhalilo přesný tvar předlokační osady.
Přibližně roku 1330 se majitelem Chotěboře stal král Jan Lucemburský, který městu udělil jihlavské právo 2. srpna 1331. Roku 1356 získalo město od Karla IV. právo vybudovat opevnění, které potvrdil v roce 1454 Ladislav Pohrobek.      

### Lokace města
Zřejmě nejpozději v druhé polovině 15. století došlo k vytyčení téměř hektarového obdélného náměstí se severojižní komunikací procházející delší, východní hranou. Terén směrem k severu klesá, a byl z důvodu nesjízdnosti cest postupně srovnáván. Z jihu se město otvíralo do zemědělsky využívané půdy.
Mapa vpravo ilustruje vztah k předlokační osadě a průběh opevnění. Hradby se táhly od Dolní brány (značka sever) za již zbořeným domem čp. 32 v Palackého ulici, přes dvory a zahrady vzhůru přímo ke kostelu, odtud k západu pod někdejším špitálem, prostorem mezi ulicemi Klášterní a Ningerovou, Sladovnickou a Rybní k ulici Lazební, kde bývala mezi domy č.p. 208 a 225 Lazební brána (značka západ), nazývaná též Svinecká. Odtud hradby pokračovaly vpravo ulicí Mezibranskou polokruhem k Horní bráně (značka jih), původně podle cesty k Německému Brodu nazývané Německá, která stávala mezi domy č.p. 248 a č.p. 304 v ulici Krále Jana, dále po celé délce nynější ulice Na Valech, rovnoběžně s domy na východní straně náměstí a v Palackého ulici, přes Kozinec, dvory a zahrady přímo k domu č.p. 356 v ulici Dlouhé, kde se mezi tímto domem a č.p. 32 nalézala Dolní brána, nazývaná též Česká. Příkopy se mohly zaplavit vodou.
Severně od Dolní brány se rozkládalo Dolní předměstí se sádkami, soukenickými rámy, lázní aj. Za Horní bránou stávaly dvory patřící měšťanům. Za západní zdí chránila město soustava rybníků, na východní straně bylo opevnění zesíleno valy. Městský obvod ze severu ohraničovala řeka Doubrava a břehy přírodního jezera Egelsee v blízkosti vrchu Hradiště západně od Libice nad Doubravou. Na západě obvod hraničil s vesnicí Svinný, na jihu jej tvořily dvory Skořetín a Břevnice. Na východě obvod uzavírala pole v prostoru dnešní obce Příjemky.

### 16. století

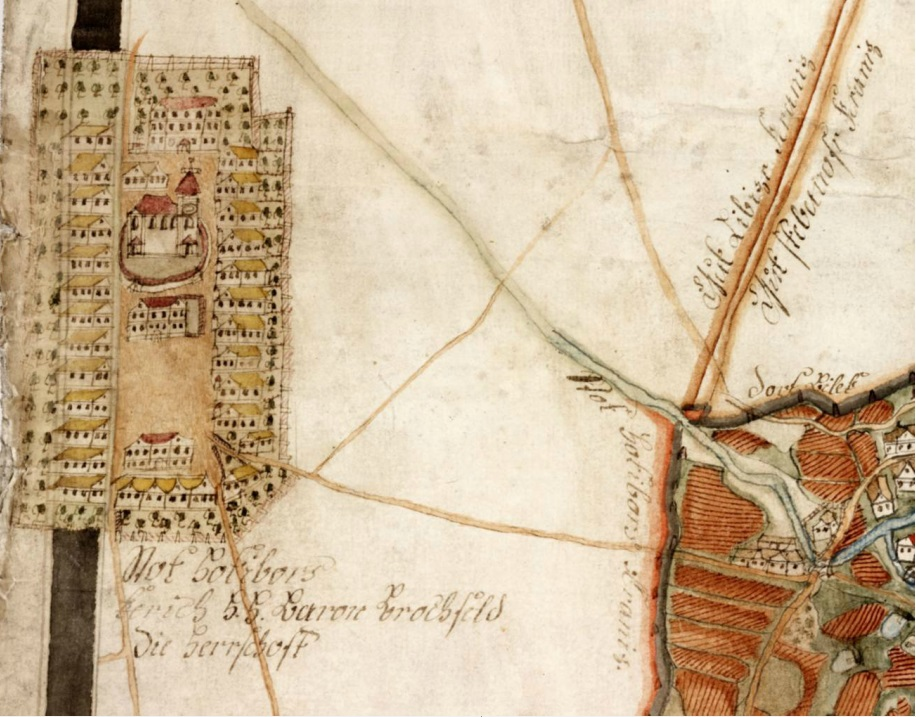
Chotěboř 1786–1802

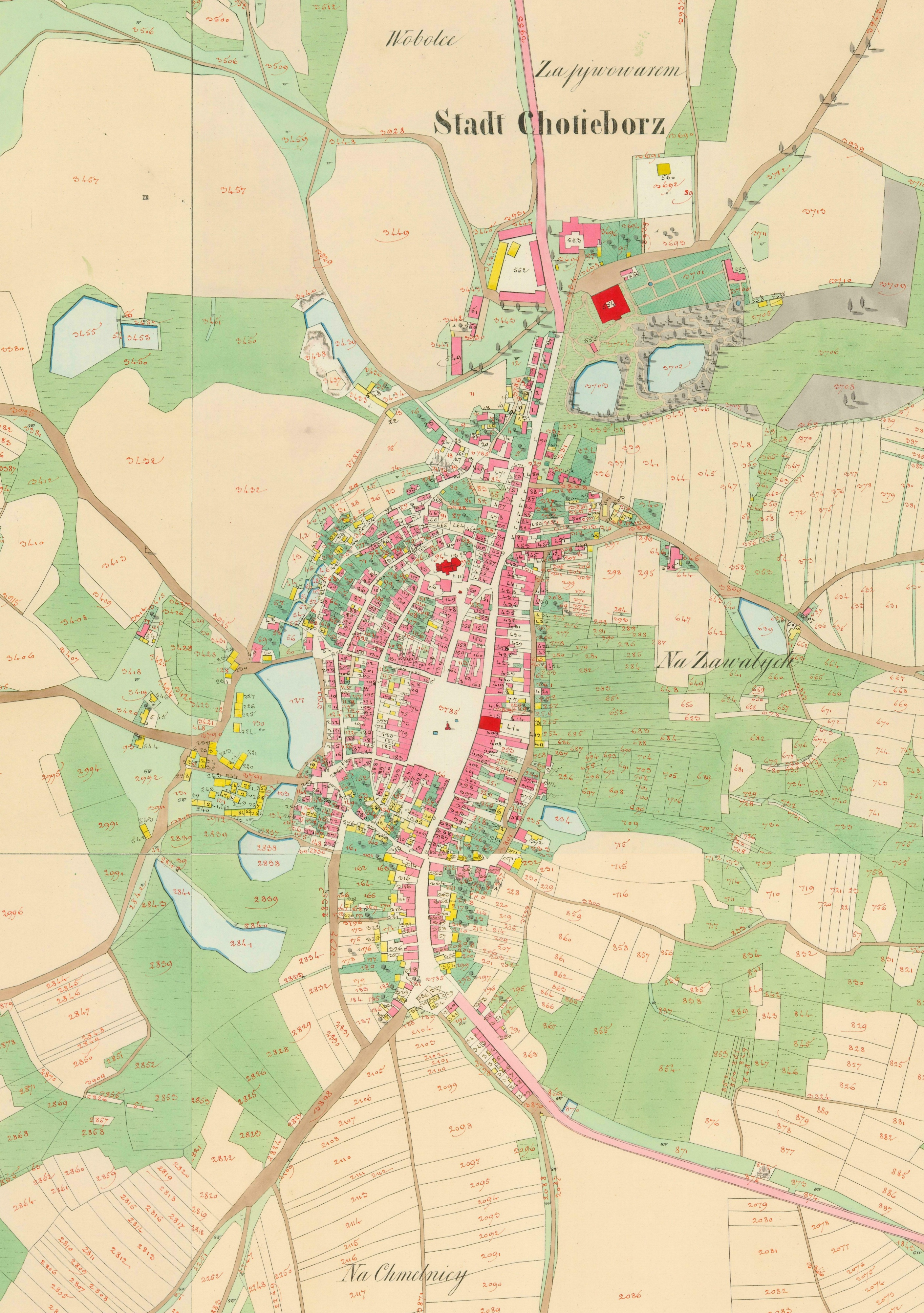
Chotěboř na císařských otiscích stabilního katastru 1838

Okolo poloviny 16. století byla dřívější dřevěná zástavba nahrazena patrovými zděnými renesančními domy, na jižní a východní straně s podloubím. Dřevěná kašna zřízená v roce 1581 byla napájena dřevěný vrtaným vodovodem z rybníka Kacíře a zásobovala vodou zbylé tři městské kašny.
Tzv. Registra správní důchodů panství světelského uvádí, že Chotěboř měla v roce 1591 kromě vnitřního města s náměstím o 87 domech ještě čtyři čtvrtě: Nové domy s 26 obytnými budovami včetně obecních lázní (č.p. 226), Obecního mlýna (č.p. 161) a rybného trhu, Ostrov s 12 domy včetně masných krámů, Horní předměstí s 31 domy a Dolní předměstí o 23 domech. Dále bylo ve městě 6 vrchnostenských domů. Horní předměstí tvořily obdobně jako již ve 14. století převážně rozptýlené dvorce měšťanů, kam byla koncentrována zemědělská výroba pro místní trh, a v sousedství Horní brány souvislá domovní zástavba při cestě vycházející z města. Na Dolním předměstí byla naopak drobná stavení městské chudiny a některých řemeslníků, kteří pro provoz svých živností potřebovali dostatek vody. Šlo především o textilní živnostníky, soukeníky, tkalce a koželuhy. Nacházelo se zde také sídlo vrchnosti s hospodářskými budovami a správou panství.

### 17. století
Po třicetileté válce byly domy náměstí v rozvalinách. Dle vizitační komise z 5. února 1654 bylo v Chotěboři 119 osazených a 58 pustých domů a celkem asi 700 obyvatel. Další růst města brzdily požáry v letech 1686 a 1692.

### 18. století
Až počátkem 18. století byla domovní zástavba na náměstí obnovena, avšak bez podloubí na jižní straně. V roce 1740 shořelo 92 domů s farou i kostelem, v roce 1757 je napočteno 224 domů, v roce 1785 již 335 domů. Na blátivém prostranství stály ojediněle stromy, převážně lípy, takřka uprostřed se nalézala rumpálová studna na pitnou vodu. Ve druhé polovině 18. století byl terén náměstí hrbolatý, blátivý a místy zarostlý travou. Císařská silnice protínající náměstí měla po obou stranách příkopy (zrušeny 1824–1825). Před domy se nacházely chodníky dlážděné plochými kameny.

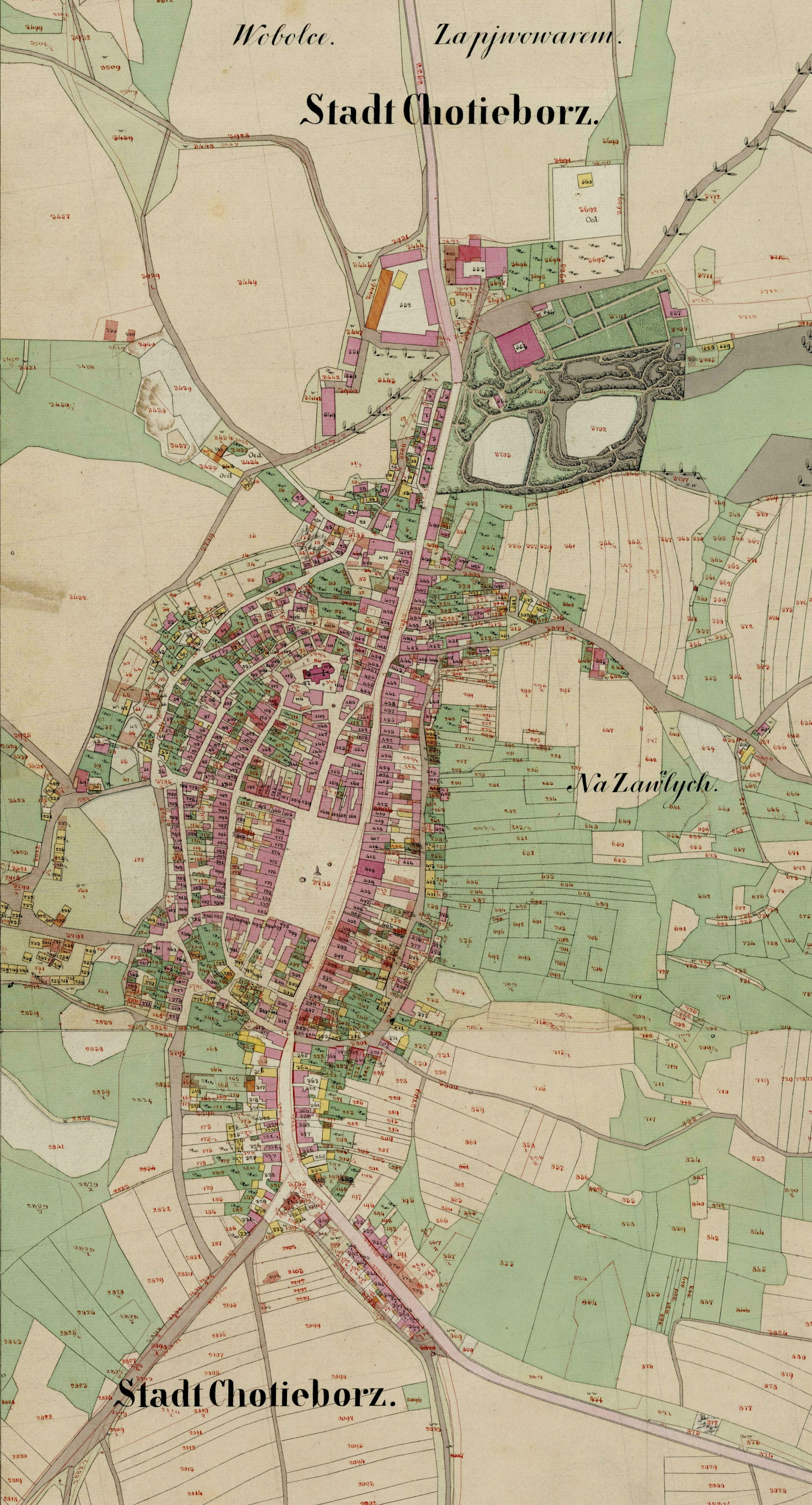
Chotěboř na mapách reambulovaného stabilního katastru

Význam městského opevnění klesal již po třicetileté válce, v průběhu 18. století byly hradby rozebírány a kámen používán jako stavební materiál. Na předměstí byly rušeny a zastavěny chovné rybníky, jak dokumentuje lokalita Na Sádkách.

### 19. století
Starobylý vzhled náměstí setřely dva poslední velké požáry, v roce 1800 vyhořelo 84 domů s farou a kostelem a v roce 1832 vyhořela severní, východní a západní strana náměstí, vnitřní město, Horní a Dolní předměstí, celkem bylo poničeno 132 domů s hospodářskými budovami a 48 stodol. Východní podloubí bylo zazděno a přeměněno na obchody, domy byly přestavěny v duchu klasicismu. V roce 1841 již bylo v evidenci 3386 obyvatel. Horní a Dolní brána byly zbořeny okolo roku 1820, byly totiž úzké a znesnadňovaly průjezd formanských vozů. Lazební brána zanikla jako poslední až v následujícím století. Náměstí již v té době mělo rozměry: východní strana 115 metrů, západní 125 m, jižní 80 m, severní 82 metrů. Strmý zámecký kopec byl opakovaně nahoře pod náměstím ubírán a dole naopak navážen. Největší zásah na skále byl učiněn v letech 1870-1880, kdy byly před domy č. p. 38, 40, 45, 46, 352 a 353 zřízeny vysoké tarasy. Z důvodu nedostatečné kapacity byla postavena na pozemcích čtyř domů nová škola, současná Buttulova. V čase průmyslové revoluce vznikla na Dolním předměstí továrna na vlněné látky se sto zaměstnanci, zpracování vlny pokrýval bohatý chov ovcí.
V roce 1849 zahájil svou činnost Okresní soud v Chotěboři, jež se stala správním střediskem oblasti zahrnující téměř sto obcí. Pošta byla zřízena v roce 1850, přeprava zásilek z Chotěboře na Golčův Jeníkov a Hlinsko. Nejstarší silnicí byla silnice ze Žďáru nad Sázavou do Golčova Jeníkova. V roce 1868 byla postavena silnice do Havlíčkova Brodu a až na přelomu století okresní silnice směr Počátky, Libice nad Doubravou, Svinný, Nejepín, Marieves a Bezděkov. V roce 1871 byla dokončena stavba železniční tratě Havlíčkův Brod – Rosice n. L. K základní půdorysné struktuře města, tedy náměstí a historická předměstí, přibývala další zástavba podél silnic. 

### 20. století
Na ulicích města se začalo svítit od roku 1911, stejnosměrný proud vyráběla nová Městská elektrárna, nyní bytový dům. Těsně před první světovou válkou existovaly v Chotěboři celkem 4 tkalcovny (viz Jindřich Löwidt, Jindřich Slanař), 2 vlasové závody, koželužna, pivovar, tiskárna, parní pila a 4 stavební firmy s třemi cihelnami. Nové závody vznikaly na předměstích a postupně dále podél erární silnice směrem k nádraží, následovala obytná zástavba, nejprve vily (Vila Anežky a Karla Hubáčkových), řadové domky (čtvrť Krumlov) a rodinné domy. 

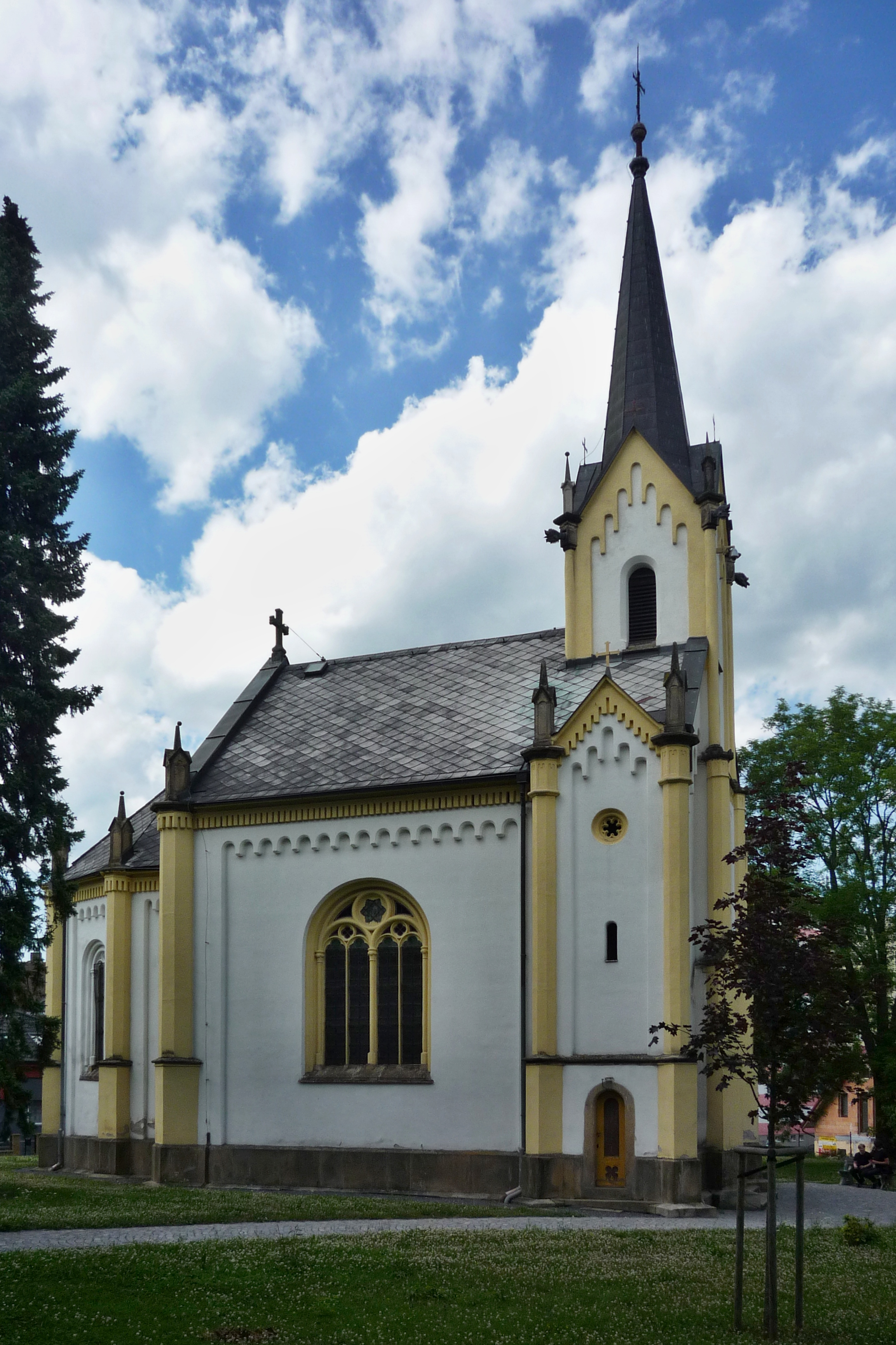
Kaple Povýšení svatého Kříže (do roku 1912 hřbitovní) postavena v roce 1863 dle projektu architekta Františka Schmoranze staršího

Na cestě k nádraží vznikla v roce 1936 na místě původní textilní továrny bratrů Geiringerů továrna na výrobu filtrů k protiplynovým maskám firmy Vilém Eckhardt a spol. Za války se zde vyráběly součásti k letadlům Junkers aj., podnik byl co do velikosti 39. v protektorátu a převážně zemědělské město se tak proměňovalo v město průmyslové, aby později znárodněné Chotěbořské strojírny v 80. letech zaměstnávaly 2 800 lidí a patřily k největším závodům v okrese Havlíčkův Brod. V roce 1992 se státní podnik rozdělil na čtyři samostatné firmy, které pokračují v původním programu. 
Město se rozrůstalo i ve směru dnešních ulic Jiráskova a Tyršova, kde byly postaveny budovy gymnázia, okresního soudu, dívčí (současné Smetanovy) školy, sokolovny a série honosných domů, vila Jiří Poděbradský, vila Rieger a vila Karel Havlíček Borovský. 
S rozšířením města souviselo i zbudování nového hřbitova při silnici k Dobkovu v roce 1912, již třetího. První hřbitov se nalézal v blízkosti kostela Sv. Jakuba, v roce 1854 byl zrušen a nový zřízen na tehdejším Horním předměstí, kde byla podle plánů architekta Františka Schmoranze roku 1863 vystavěna pseudorománská hřbitovní kaple od roku 1920 nazývaná kaple Povýšení sv. Kříže. Hřbitov zde byl zrušen až roku 1957.
V roce 1921 žilo v obci 4650 obyvatel, v roce 1961 již 5754, 6298 v roce 1970, 7742 v roce 1980. V současnosti[kdy?] má Chotěboř v součtu s místními částmi 9 250 obyvatel.

## Městská památková zóna Chotěboř

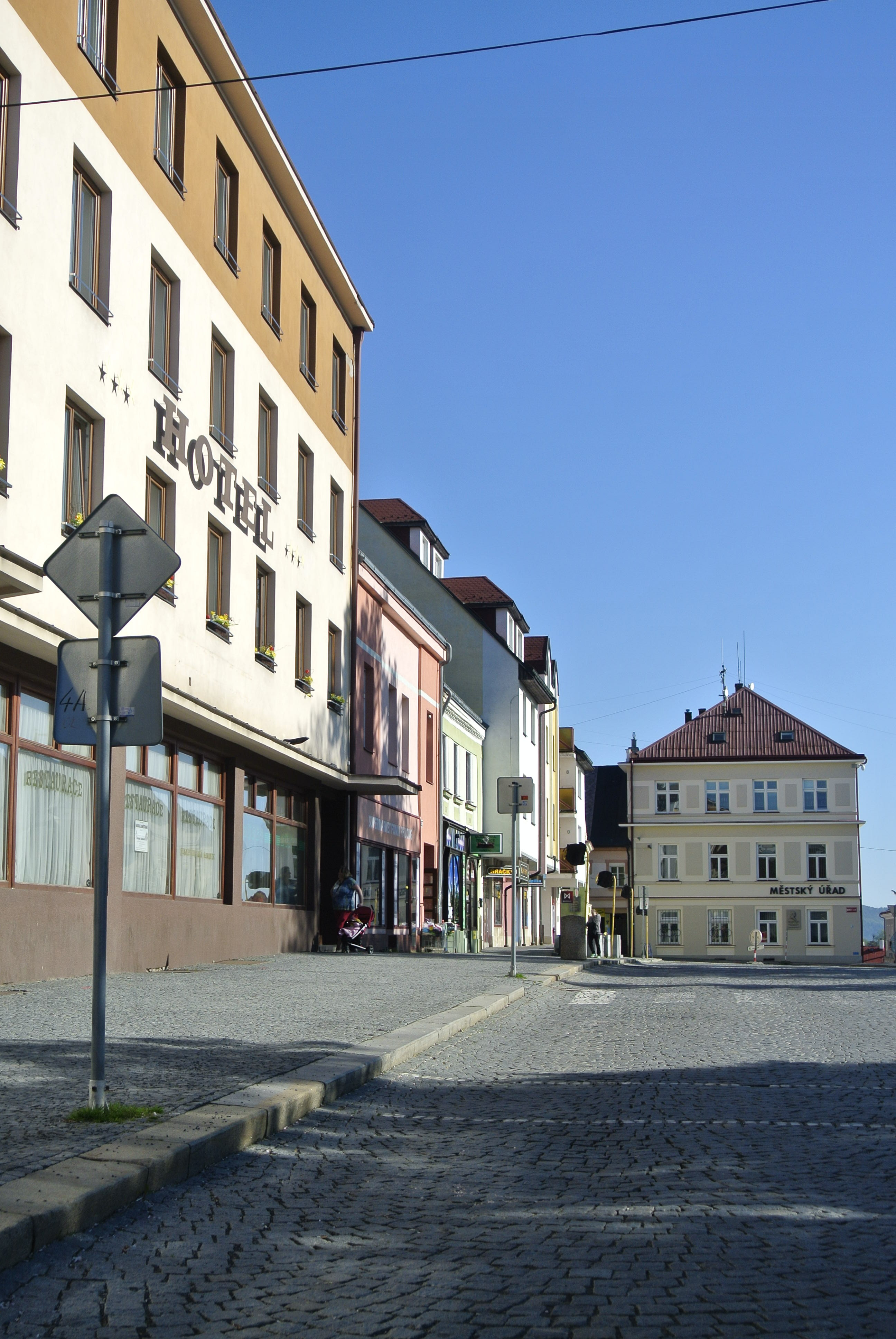
Západní uliční fronta chotěbořského náměstí s čtyřpatrovým hotelem a o jedno patro vyšším smíšeným bytovým domem. Původní dominantou byl tzv. Okresní dům, druhý dům zleva

Hranice Městské památkové zóny Chotěboř sleduje předpokládaný průběh dřívějšího opevnění města. Vyjma kostela sv. Jakuba Většího a středověkého jádra chotěbořského zámku nelze žádnou nemovitost města spolehlivě datovat před 16. století. Dřívější převážně dřevěnou domovní zástavbu s podloubím na jižní a východní straně na konci 15. století nahradily zděné renesanční domy. Po sérii ničivých požárů od roku 1838 lemují náměstí okapově orientované klasicistní domy s výjimkou domu č.p. 194, který přečkal požáry i demolice s pozdně barokní fasádou a štítovou orientací. Renesanční zástavbu tak dokládají jen některé sklepy, základy a části obvodového zdiva měšťanských domů chotěbořského náměstí a okolí, které je jako městská památková zóna Chotěboř chráněno od roku 2003.        

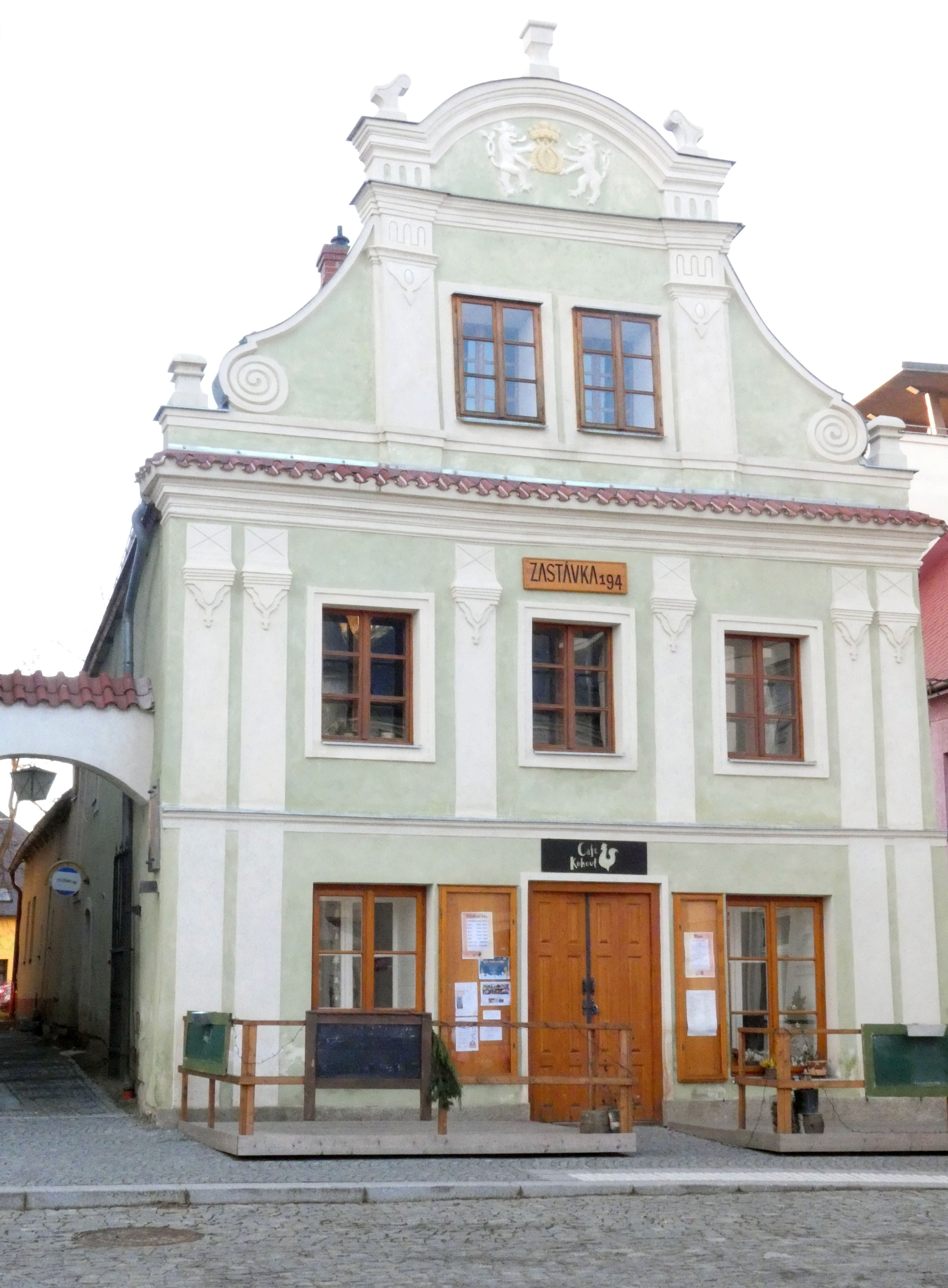
Štítově orientovaný dům s pozdně barokní fasádou, č.p. 194 náměstí T. G. Masaryka v Chotěboři

K základní půdorysné a hmotové struktuře i parcelaci náměstí bylo přistupováno citlivě až do druhé poloviny 20. století, kdy byl nejprve na místě zbořených domů č.p. 201 a 202 postaven hotel Vysočina Archivováno 28. 7. 2020 na Wayback Machine., který okolní dvoupodlažní klasicistní domy převýšil o celá dvě podlaží. Západní uliční frontu pak definitivně přetvořila výstavba smíšeného bytového domu, který na půdoryse původních č.p. 195, 196, 197 a 198 vyrostl až na čtyři podlaží plus podkrovní patro. V "utopeném" domu západní fronty, č.p. 200 by nikdo nerozeznal jednu ze dvou dřívějších dominant této strany náměstí, tzv. Okresní dům Archivováno 28. 7. 2020 na Wayback Machine., druhou byl Hotel Firkušný (č.p. 202) Archivováno 29. 7. 2019 na Wayback Machine.. Památkově chráněny jsou oba rohové domy fronty č.p. 206 i již zmíněný městský dům č. p. 194. Tento dům si jako jediný v celém náměstí zachoval štítovou orientací do náměstí, jádro objektu je snad středověkého, spíše raně novověkého původu. Dnešní podoba domu pochází z období kolem roku 1812, v zásadě jde o konstrukční jednotrakt s dělením na tři travé – s masivními nosnými stěnami. Objekt je kryt symetrickou sedlovou střechou na klasickém tesařském krovu. Ve střední části domu se nachází původní komínové těleso, jež v půdním prostoru přechází atypicky z pravoúhlého na kruhový profil. Zdivo je smíšené – sklep a část přízemí v kamenném zdivu, novější části s převahou pálených cihel. Průčelí domu do náměstí je bohatě zdobeno architektonickými články v pozdně barokním až mírně klasicizujícím výrazu. Na jižní straně je přes uličku mezi řešeným a sousedním domem vyveden prampouch. Průchod pod ním je uzavřen novodobou kovanou mříží.
Na severní straně náměstí byly zbořeny domy č.p. 52, 53, 54 a nahrazeny obchodním domem, který alespoň výškově navázal na zdařilou nárožní novostavbu č.p. 55 z roku 1909, dnes již bývalé pošty.    
O podloubí přišla jižní a východní strana náměstí četnými přestavbami po ničivých požárech, většinu klasicistních fasád z 19. století smazal  přelom tisíciletí. Památkovou ochranu požívají č.p. 232 a Stará radnice, tzv. Trčkovský dům, č.p. 322, v kterém sídlí ZUŠ Chotěboř.  

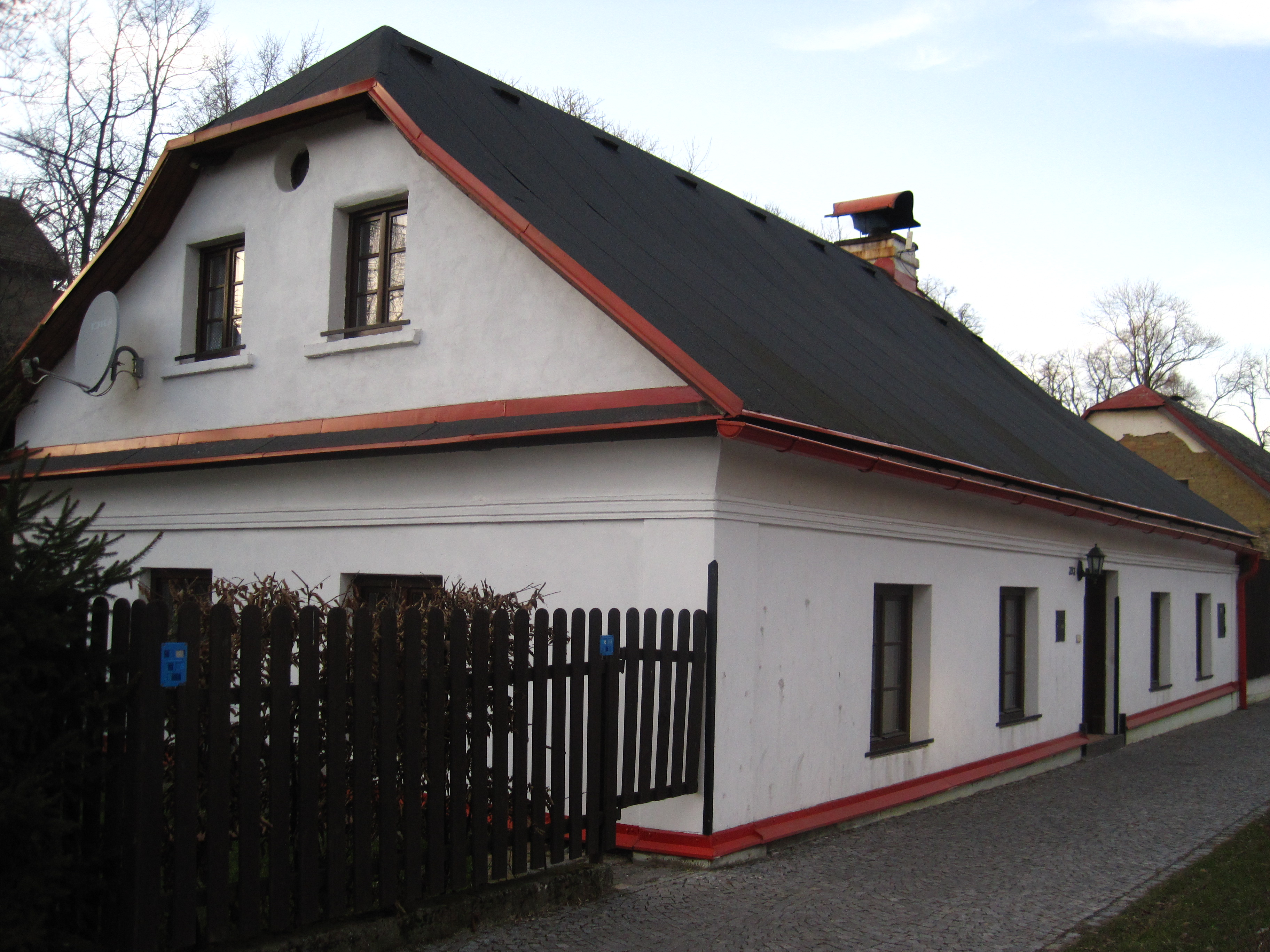
Riegerova č.p. 393: Přízemní dům jednotně řešené nízké řadové podzámecké zástavby

Dominantu vnitřního náměstí tvořila kašna a Morový sloup. Původní dřevěnou kašnu nahradila v roce 1869 kašna kamenná ve tvaru kvadrilobu. Od roku 1952 do dubna 2019 byla zapuštěna v zemi, opatřena nejprve vodotryskem, později řetězovými zábranami proti pádu a nyní má být zrestaurována do podoby z 19. století. Mariánský sloup je na svém místě od roku 1890, kdy nahradil památkově chráněný Sloup se sochou Panny Marie stojící zde od roku 1700, nyní přemístěný na Palackého ul. č.p. 50.  
Roli dominanty náměstí přebírají vzrostlé dřeviny. Současná zeleň byla kromě dvou památných lip z roku 1919 vysázena v 60. letech, s prořezem počítají studie k rekultivaci náměstí z roku 2018 Archivováno 1. 5. 2019 na Wayback Machine.. Náměstí zůstává vydlážděno žulovými kostkami, severojižní komunikace je asfaltová, mobiliář betonový a výbojkové veřejné osvětlení vystřídala LED technologie. Západní a jižní uliční fronta plní funkci autobusového nádraží, komfort cestujících mají zajistit nově umísťované přístřešky.        

## Areál barokního zámku Chotěboř
Chotěbořský zámek je volně stojící jednopatrovou čtyřkřídlou raně barokní budovou. Severním vstupním portálem v tříosém rizalitu se vstupuje valeně klenutým průjezdem na arkádové nádvoří. Jižní průčelí je terasou s dvojramenným schodištěm otevřeno do anglické zahrady. O půl metru silnější obvodové zdivo a gotické sklepy východního křídla dosvědčují, že stavitelé zámku v roce 1701–1702 využili část hmoty předešlé stavby, středověké tvrze z druhé poloviny 14. století. V původním stavu z 18. století se zachovala zámecká kaple Nejsvětější Trojice umístěná ve východním křídle zámku. Majitelem areálu je Jan Josef IV. Dobřenský z Dobřenic. Památkové ochrany požívá i celý areál zámku, kam spadá klasicistní jednopatrová budova tzv. zámečku, anglický park se vzácnými dřevinami budovaný v 70. letech 19. století, klasicistní náhrobek Jana Pavla, rytíře z Brachfeldu a jeho ženy Johany datovaný k roku 1813, kamenná kašna čtyřlistého půdorysu pocházející z 1. poloviny 19. století, litinový kříž na pískovcovém podstavci s tesaným rodovým erbem Dobřenských, pískovcové sochy sv. Jana Nepomuckého z roku 1720 a sv. Alžběty Durynské z počátku 20. století od sochaře Jana Kalouse z Chrudimi.        
Městské domy z podzámecké jednotně řešené řadové zástavby č.p. 393, 400, 401 a 403 v  ul. Riegerova patří mezi kulturní památky Chotěboře stejně jako kaple sv. Anny, Pomník Ignáta Herrmanna, Pomník - husitský památník, Pomník padlých 5. 5. 1945, Pomník obětem válek, myslivna Liboháj, č.p. 19, Silniční most Bílek, Pomník padlým I. a II. světové války Rankov a vodárna (industriální dědictví).

### Literatura

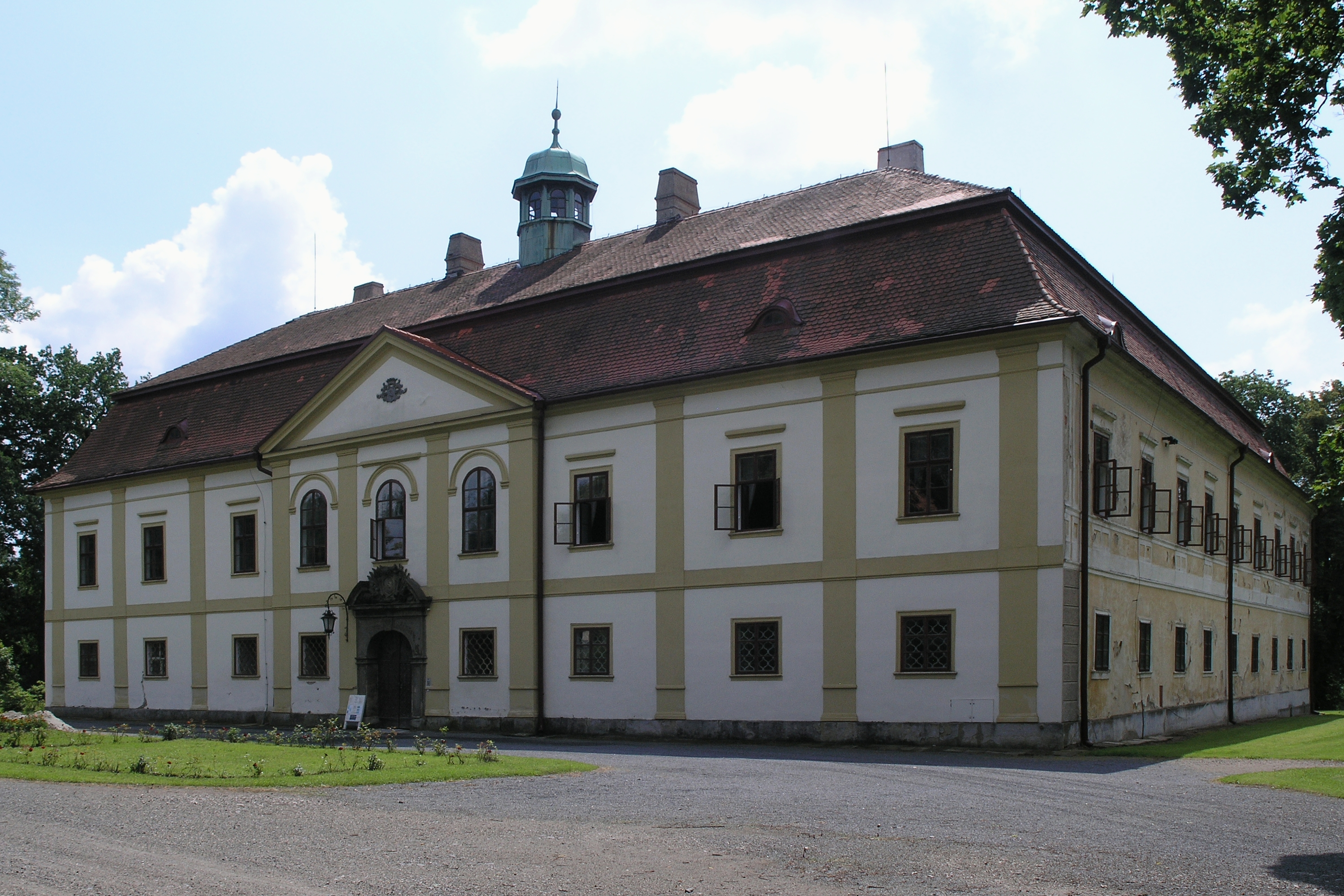
Dobřenští z Dobřenic vlastní Zámek Chotěboř od roku 1841 (s přestávkou ve 20. století)